# Ère Shōwa (1926-1989)
Pour la première ère Shōwa, voir Ère Shōwa (Kamakura).
L’ère Shōwa (昭和時代, Shōwa-jidai, litt. « ère de paix éclairée ») est la période de l’histoire du Japon durant laquelle l’empereur Shōwa (Hirohito) règne sur le pays. Elle débute le 25 décembre 1926 et s’achève le 7 janvier 1989 avec la mort de l'empereur.
Elle constitue également l’ère japonaise (年号, nengō, littéralement « le nom de l'année ») qui succède à l’ère Taishō et précède l’ère Heisei. Il s’agit du plus long règne de l’histoire des empereurs japonais. Jusqu'à la défaite du Japon en 1945, l’État est officiellement désigné, sous le nom d'empire du Japon (大日本帝國, Dai Nippon Teikoku, litt. « empire du Grand Japon »), comme lors des ères Meiji et Taishō. Avec la constitution de 1947, il adopte son nom officiel actuel, « Japon » (日本国, Nihon koku ou Nippon koku, litt. « État du Japon »).
La première partie du règne de Hirohito est marquée par un nationalisme militariste, porté par l’armée impériale et l’élite politique, visant à renforcer l’autorité de l’empereur et à assurer l’hégémonie régionale. Cette idéologie légitime une politique expansionniste, justifiée par la quête de ressources et la volonté d’établir une sphère de coprospérité en Asie orientale face aux puissances occidentales. Ces doctrines conduisent le Japon à une série d’agressions en Asie, culminant avec son entrée dans la Seconde Guerre mondiale en 1941. Après les bombardements atomiques d'Hiroshima et Nagasaki et la reddition du Japon en 1945, le pays est placé sous occupation américaine jusqu’en 1952. Le traité de San Francisco de 8 septembre 1951 marque le retour à la souveraineté du Japon.
Les décennies 1950-1980 voient le Japon s’affirmer comme une puissance économique mondiale, porté par une industrialisation rapide et une forte intervention étatique. Le miracle économique japonais, symbolisé par les Jeux olympiques de Tokyo en 1964 qui marquent le retour du pays sur la scène internationale et attestent de sa reconstruction rapide, s’accompagne d’une recomposition sociale marquée par une urbanisation accélérée, l’essor d’une classe moyenne salariée et la consolidation du modèle familial nucléaire. Parallèlement, la culture de masse se développe sous l’influence conjointe des traditions japonaises et de l’occidentalisation, notamment à travers le cinéma, la musique et la littérature. Malgré les chocs pétroliers des années 1970, le pays adapte son modèle productif, consolidant son statut de deuxième économie mondiale. Cette dynamique, soutenue par les keiretsu et une culture du travail fondée sur la discipline et le consensus, annonce l’explosion de la bulle spéculative des années 1980.

## Étymologie

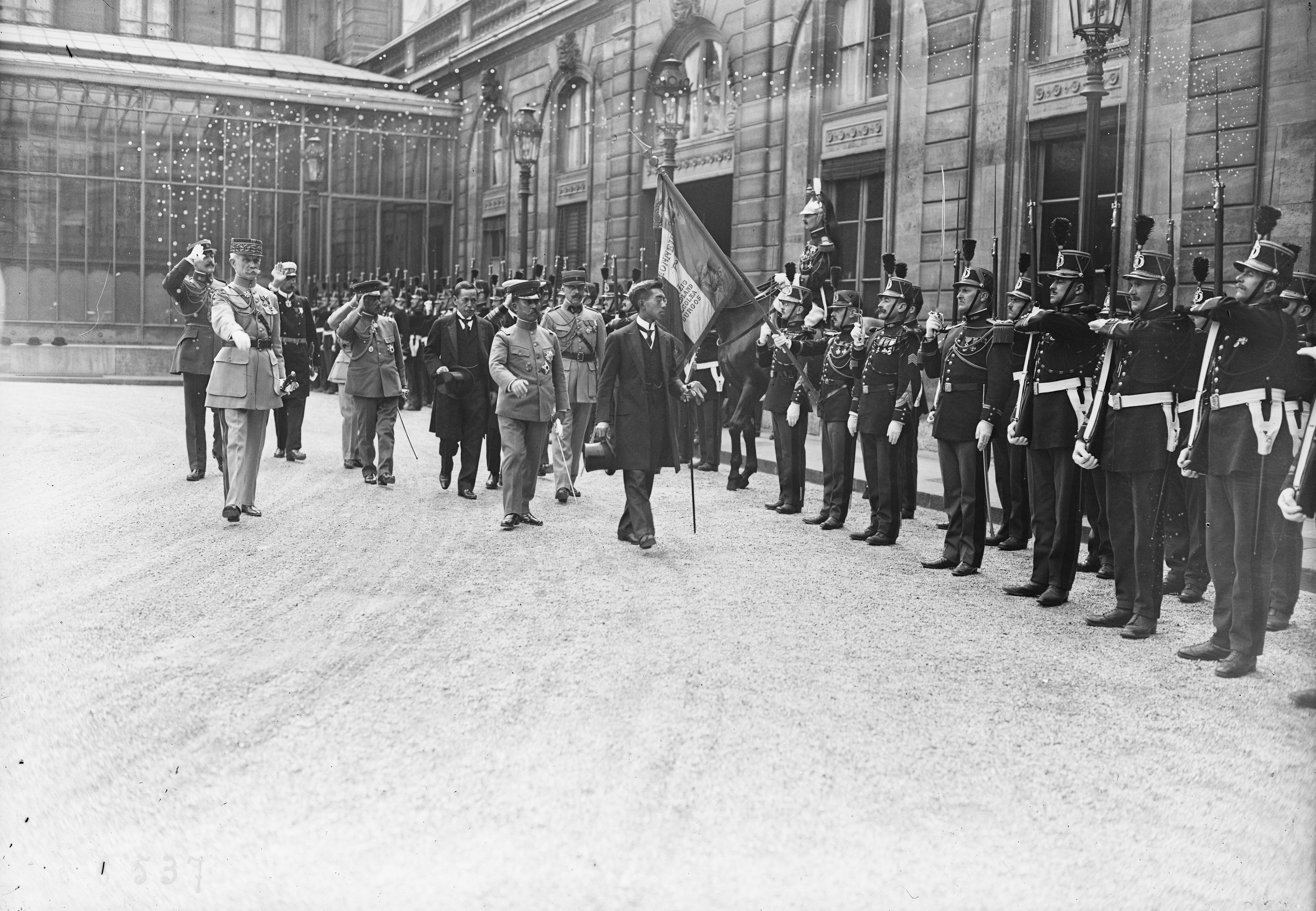
Le 1^{er} juin 1921, le prince héritier Hirohito (au centre) est reçu avec les honneurs militaires au palais de l’Élysée à Paris dans le cadre de sa tournée diplomatique en Europe. Son séjour en France inclut des visites de champs de bataille de la Première Guerre mondiale, lui offrant un regard direct sur les conséquences du conflit en Europe.

Les deux caractères kanji de Shōwa (昭和) proviennent d’un passage du Classique des documents (Shūjīng) de Confucius : 百姓昭明，協和萬邦, que l’on peut traduire par : « Le peuple (de son domaine) devient brillant et intelligent ; il unifie et harmonise les myriades d’États. » Ce même texte inspire déjà le nom de l’ère Meiwa sous la période Edo, à la fin du XVIIIe siècle.
Lors du choix du nom de l’ère Shōwa, un processus rigoureux est suivi, impliquant des érudits et des conseillers impériaux chargés d’examiner plusieurs propositions issues des classiques chinois. Deux autres noms sont envisagés : Dōwa (同和, litt. « harmonie commune » ou « unité et concorde ») et Genka (元化, litt. « transformation originelle » ou « renouveau fondamental »). Finalement, Shōwa est retenu et officialisé par l’empereur Hirohito le 25 décembre 1926, lors de son accession au trône.
Le terme Shōwa est généralement interprété comme signifiant « paix éclairée ». Certaines lectures suggèrent « Japon rayonnant ». Ce choix reflète un idéal de stabilité et d’ordre, bien que son sens évolue au fil du règne de Hirohito, d’abord associé à l’expansionnisme impérial, puis à la reconstruction et à la modernisation du Japon après 1945.
Lors de son discours d’intronisation, l’empereur fait référence à la signification de cette ère :
« J'ai visité les champs de bataille de la Grande Guerre en France. Face à une telle dévastation, je comprends la bénédiction de la paix et la nécessité de la concorde entre les nations. »
En historiographie japonaise, le nom Shōwa est parfois employé pour désigner l’ensemble du XXe siècle japonais, en raison des transformations majeures qui marquent cette période : montée du militarisme, expansion impériale, Seconde Guerre mondiale, occupation américaine, miracle économique et affirmation du Japon sur la scène internationale. Bien que l’ère Shōwa s’étende officiellement de 1926 à 1989, son usage élargi témoigne de son poids symbolique et de sa centralité dans l’histoire contemporaine du Japon.

## Années 1920: Régence impériale et démocratie fragile

### Climat politique tendu

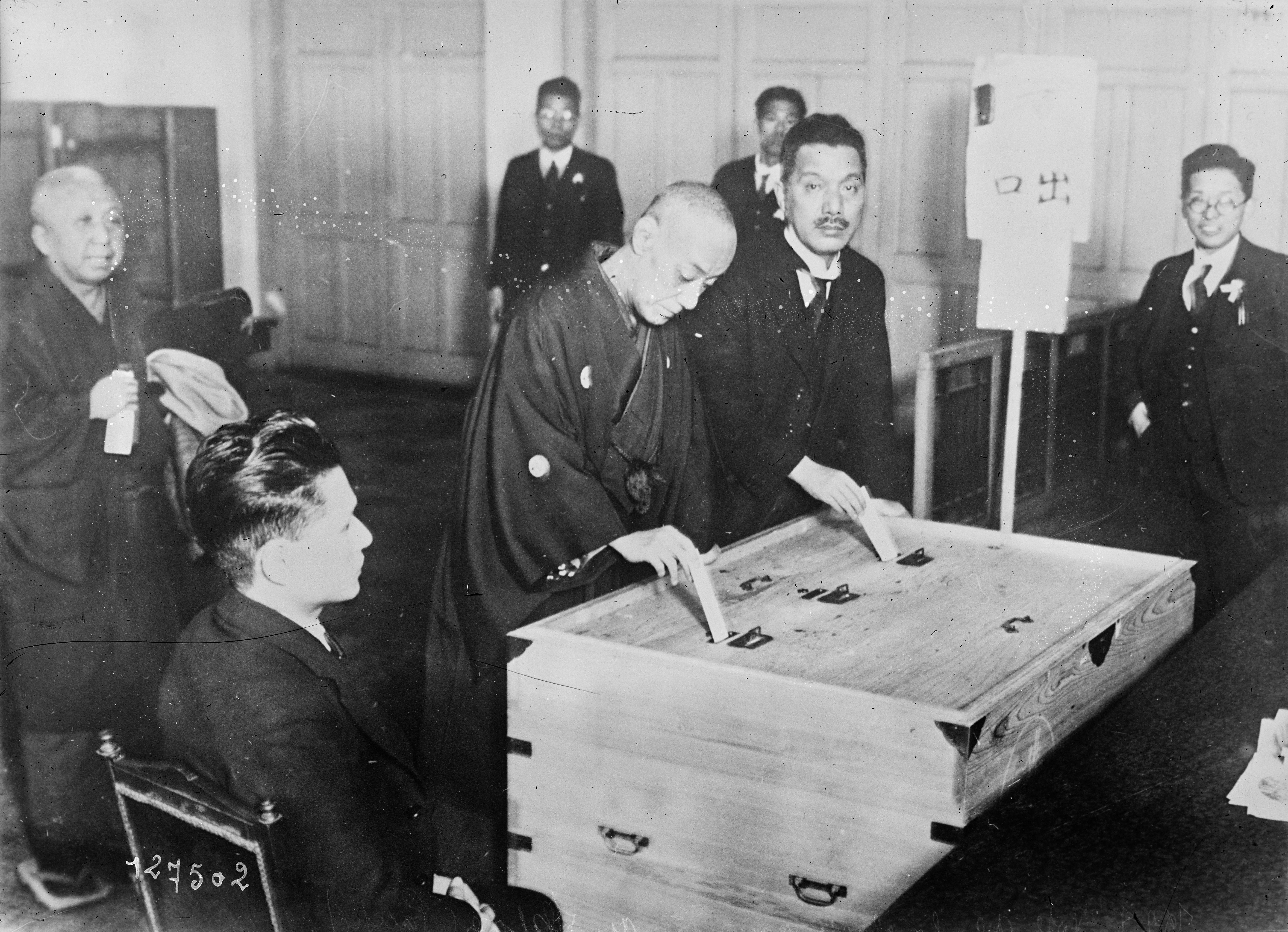
Des ouvriers exercent leur droit de vote pour la première fois lors des élections législatives japonaises de 1928. Ces élections sont les premières organisées après l’adoption en 1925 de la loi sur les élections législatives, qui élargit le suffrage à l’ensemble des citoyens masculins âgés de plus de 25 ans.

L’ère Taishō (1912-1926) marque une période d’expérimentation parlementaire au Japon, caractérisée par une montée en puissance des partis politiques et un élargissement du suffrage. L’introduction du suffrage universel masculin en 1925 témoigne d’une volonté de démocratisation, bien que cette avancée soit rapidement contrebalancée par l’adoption de la Loi de Préservation de la paix, qui restreint sévèrement les libertés politiques et permet de contenir la montée des mouvements socialistes et communistes,. Par ailleurs, la vie politique reste dominée par des structures oligarchiques où les partis sont étroitement liés aux zaibatsu, ces conglomérats industriels exerçant une influence déterminante sur l’économie et l’administration de l’État. Les partis de l'Alliance nationale des citoyens (立憲政友会, Rikken Seiyūkai) et le Parti démocratique constitutionnel (立憲民政党, Rikken Minseitō), bien qu’opposés sur certains aspects programmatiques, maintiennent des liens étroits avec Mitsui et Mitsubishi respectivement, illustrant la perméabilité entre sphère politique et intérêts privés. Cette interpénétration limite les effets des réformes et préserve l’influence des élites bureaucratiques et militaires. De plus, les divisions internes aux partis, exacerbées par des rivalités personnelles et des affrontements idéologiques, affaiblissent leur capacité à gouverner et favorisent l’émergence d’un climat politique instable, où l’armée devient progressivement un acteur politique de premier plan.
Cette instabilité s’explique également par la situation de la monarchie japonaise. L’empereur Taishō, dont la santé fragile compromet l’exercice du pouvoir, se trouve progressivement écarté des décisions majeures, laissant une vacance institutionnelle que les oligarques de l’ère Meiji comblent en assumant la gestion des affaires de l’État. Cette situation conduit à l’instauration de la régence de Hirohito en 1921, qui se veut une solution de continuité dynastique tout en projetant une image renouvelée de la monarchie. Son rôle, largement façonné par l’entourage politique et militaire, s’accompagne d’une mise en scène destinée à asseoir sa légitimité en tant que futur empereur. Sa participation aux cérémonies officielles et aux manœuvres militaires renforce cette construction symbolique, cherchant à le présenter comme un souverain moderne et actif. Toutefois, la régence ne met pas fin aux tensions politiques, et les divisions au sein du gouvernement, tout comme celles qui traversent l’armée, entravent toute stabilisation du régime. À mesure que les partis politiques s’affaiblissent, l’armée se structure autour de factions concurrentes, illustrant une redéfinition progressive des rapports de force au sein de l’État.

### Crises et restructurations économiques et sociales
L’économie japonaise des années 1920 s’inscrit dans une dynamique contrastée, entre essor temporaire et crises structurelles. La Première Guerre mondiale avait favorisé l’industrialisation et l’expansion des exportations japonaises, permettant au pays de renforcer sa position sur les marchés asiatiques et d’absorber une partie de la demande laissée vacante par les puissances européennes engagées dans le conflit. Toutefois, cette croissance, en grande partie conjoncturelle, n’a pas conduit à une consolidation durable du modèle économique. Dès les premières années de l’après-guerre, la baisse de la demande extérieure et la volatilité des marchés financiers ont révélé des faiblesses profondes, notamment dans le secteur bancaire. La crise économique de 1927 a mis en lumière ces vulnérabilités en provoquant l’effondrement de plusieurs banques de taille intermédiaire, accélérant un processus de concentration du capital autour des grands conglomérats industriels, les zaibatsu. Ces derniers ont renforcé leur rôle dans les secteurs stratégiques, notamment l’industrie lourde et la finance, consolidant leur emprise sur l’économie japonaise. L’État, bien que conscient des déséquilibres engendrés par cette concentration du pouvoir économique, est resté largement passif, considérant les zaibatsu comme des acteurs essentiels à la modernisation du pays et à sa stabilité financière. Si ces groupes ont permis de maintenir un certain niveau de production et d’investissement, leur influence croissante a limité l’émergence d’une concurrence dynamique et a accentué les disparités économiques, notamment entre les grandes entreprises et les industries de moindre envergure.

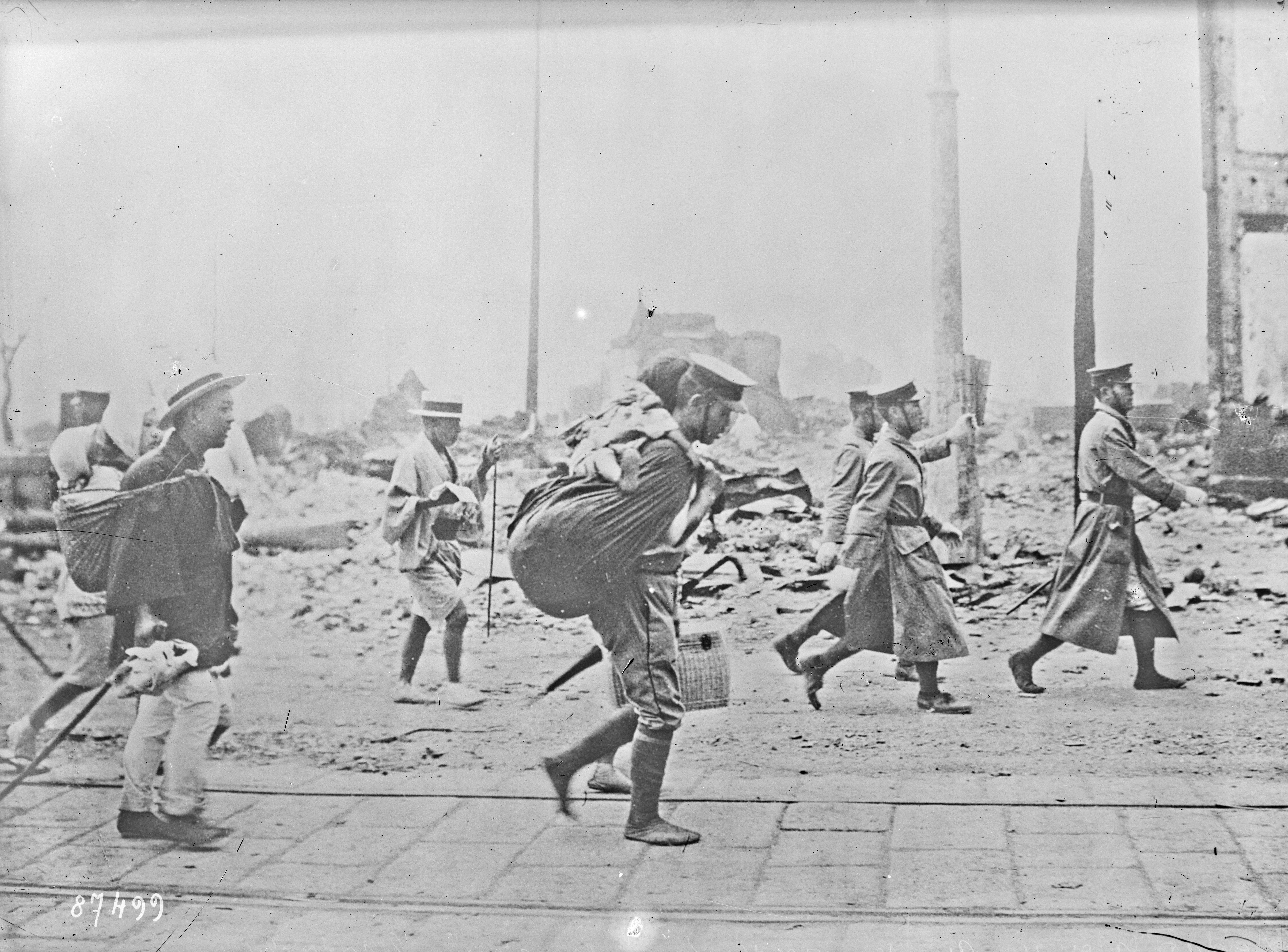
Soldats de l'armée impériale japonaise portant secours aux survivants du séisme du Kantō de 1923, la catastrophe naturelle la plus meurtrière de l'histoire du Japon, ayant causé la mort d'au moins 90 000 personnes.

En parallèle, cette période est marquée par une intensification des tensions sociales, en partie liées aux mutations du monde du travail et à l’accroissement du nombre d’ouvriers dans les zones urbaines. La montée en puissance de l’industrie avait entraîné une transformation rapide des structures sociales, mais les conditions de travail et de vie des classes laborieuses sont restées précaires, générant un mécontentement croissant. Les revendications syndicales se sont multipliées, accompagnées d’une augmentation des grèves et des mobilisations collectives, ce qui a conduit le gouvernement à adopter une politique plus restrictive en matière de libertés publiques. L’adoption de la loi de Préservation de la paix en 1925 illustre cette volonté de contenir les mouvements socialistes et communistes, perçus comme une menace à l’ordre établi. Par ailleurs, le séisme de Kantō de 1923 a eu des répercussions profondes sur la société japonaise, non seulement en raison des destructions matérielles qu’il a entraînées, mais aussi par les tensions qu’il a exacerbées. La communauté coréennes au Japon est ciblée par de fausses rumeurs les accusant de tirer parti de la catastrophe pour piller et rançonner, d'empoisonner les puits et d'allumer des incendies. La catastrophe a alimenté un climat d’incertitude, et dans ce contexte, l’État a renforcé ses dispositifs de contrôle, notamment à travers une surveillance accrue des populations urbaines. Ces évolutions traduisent une tendance plus générale à la consolidation de l’autorité de l’État, dans un contexte où les incertitudes économiques et sociales contribuaient à fragiliser les équilibres politiques.

## L'économie japonaise jusqu'en 1945
La crise monétaire internationale qui se traduit par la forte dévaluation de la livre sterling en 1931 accentue ses difficultés commerciales, car elle rend plus difficiles ses exportations et dévalue ses avoirs en livres. Or, comme dans les autres pays, la banque centrale émet des yens en contrepartie de ses réserves d'or et de sterling ; la base monétaire se rétrécissant, la masse monétaire se contracte. Le ministre des Finances Junnosuke Inoue accepte d'adopter alors une politique de déflation du même type que celles qui sont ou seront conduites en Allemagne par Heinrich Brüning ou en France par Pierre Laval. Le raisonnement est le même : si les prix internationaux baissent, si les avoirs de la banque centrale diminuent ou baissent de valeur, les salaires doivent baisser aussi afin que les produits japonais soient concurrentiels. Il réduit donc autoritairement les salaires des fonctionnaires et, comme la Grande-Bretagne en 1925, va conserver l'étalon-or qui met le yen à une parité surévaluée.
Cette politique accentue les effets sociaux de la crise, le chômage grimpe à 20 % des actifs salariés et les inégalités progressent : le revenu net moyen par famille de l'agriculteur n'excède pas les 20 dollars par an, la moyenne du Japon étant de 166 $ et de 2 500 $ pour les 10 % les plus riches. Le mécontentement s'accumule, la situation sociale se tend tandis que la volonté d'Inoue de réduire le budget de l'État japonais se heurte aux intérêts du puissant complexe militaro-industriel japonais lorsqu'il veut réduire les dépenses militaires, il est contraint de démissionner le 11 décembre 1931 lors de la chute du gouvernement du premier ministre Wakatsuki. Inoue est assassiné le 9 février 1932, ainsi que le premier ministre Tsuyoshi Inukai quelques semaines plus tard, le 15 mai.
Korekiyo Takahashi remplace Inoue aux Finances après son assassinat en 1932. À 77 ans, il a eu un parcours original. Issu d'une famille pauvre, il a voyagé aux États-Unis, enseigné l'anglais à son retour avant de se retirer dans un monastère zen d'où il est sorti à 35 ans. Entré à la Banque du Japon, il en devient le directeur trois ans après. À l'image de Keynes, c'est lui qui a négocié la question des crédits pendant la guerre. Plusieurs fois ministre avant la Première Guerre mondiale, il revient donc aux affaires à 77 ans et restera ministre des Finances jusqu'en 1936.
À peine installé, il abandonne l'étalon-or et laisse flotter le yen à la baisse. Celui-ci perdra 40 % en un an. Les 100 ¥ sont à près de 50 $ en 1931 (49,85) ils tombent aux alentours de 30 $ en 1932 (31.20 en décembre 1932) et s'y maintiendront malgré la dévaluation du $ (30,25 $ après la dévaluation américaine de 1933). Cette dévaluation brutale et sauvage relance immédiatement les exportations et permet le redressement des prix qui retrouvent en 1933 leur niveau de 1930 (près de 20 % de hausse).
Sous l'impulsion de l'État, l'appareil industriel se restructure, se redéploie et se concentre. Les modifications structurelles se manifestent par le fait que dans l'entre-deux-guerres, la part du textile chute régulièrement (de la zone des 40 % de la valeur de la production industrielle en 1920 à moins de 20 % - 17,9 - en 1940) tandis que celle des industries mécaniques monte de 15 à 24 % et celle de la métallurgie de façon encore plus spectaculaire de moins de 5 % (4,2) à presque 20 % (19,9 exactement). Les zaibatsu (formes de concentrations japonaises à base de capital familial et à vocation à la fois industrielle et bancaire) se renforcent. Ayant une base ou des intérêts puissants dans l'industrie lourde (et donc l'armement), elles ont souvent été accusées d'avoir pesé d'un grand poids dans la politique japonaise (dès cette époque, on parle largement de la corruption institutionnalisée de la classe politique) et d'avoir entraîné le pays sur la voie du militarisme et de l'expansionnisme agressif. En 1936, sur moins de 100 000 compagnies (88 145) moins de 500 (430) détiennent plus de la moitié (55 %) du capital industriel. De nouvelles concentrations, telles que celle qui devait donner naissance à Nissan, apparaissent. Le chômage baisse et l'économie semble se redresser en ayant extériorisé ses problèmes.
Car les exportations japonaises augmentent de manière qui semble agressive à ses partenaires. Les produits « made in Japan » ont la même image de produits bas de gamme et bon marché que certains produits « made in China » aujourd'hui mais ils pénètrent les marchés occidentaux les mieux protégés. Le Japon arrive ainsi à exporter des montres en Suisse, des spaghettis en Italie, des vélos en Afrique, des stylos en Autriche, etc. Aussi, bien que la part des produits japonais dans le commerce mondial ne dépasse pas les 4 %, les pays européens prennent la décision de se protéger et de contingenter les importations nippones.
Les marchés se bouchant, le capitalisme japonais bascule brutalement dans la voie allemande. Le poids de la contrainte a été discuté par des historiens qui repoussent une explication jugée trop « économique ». La thèse est discutée car le poids du Japon dans le commerce mondial serait faible et de nombreux pays étaient autant intéressés par le marché japonais que les Japonais l'étaient à exporter. Ainsi la balance commerciale vis-à-vis des États-Unis devient déficitaire pour le Japon à cause de la baisse des ventes de soie (contraction des marchés et développement de la rayonne, c'est-à-dire de soie artificielle) et de l'augmentation des achats de machines nécessaires pour le développement de l'industrie lourde. On ne peut que constater néanmoins que, dans un climat de récession mondiale, de contraction des marchés, la « voie allemande », c'est-à-dire le basculement de l'économie dans l'économie de guerre, la mobilisation de l'appareil industriel et économique du pays pour la conquête forcée de marchés apparaît comme une réponse possible voire cyniquement nécessaire pour la bourgeoisie japonaise. Comme en Allemagne, cette politique agressive implique la mobilisation de la population et le sacrifice de la consommation populaire. C'est l'industrie lourde, base de l'industrie d'armements, et non les industries de consommation qui doit se développer (c'est l'alternative classique : « le beurre ou les canons »).

## La montée du militarisme

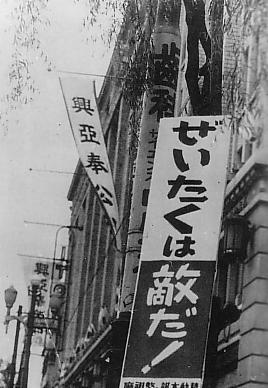
« Le luxe est notre ennemi » (Zeitaku wa teki da!), clame une affiche de propagande du gouvernement en 1940.

La situation politique se tend alors et dans ces années 1930, des tentatives de coup d'État se succèdent. Après les assassinats de 1932, il y a des complots éventés. Le poids du budget d'armement dans le budget de l'État ne cesse de progresser : 27 % en 1927, 35 % en 1933, 46 % en 1936. En 1936, on assiste à un véritable coup d'État militaire, l'incident du 26 février. Au matin, les militaires de la Kōdōha investissent les ministères et assassinent Takahashi à son tour ainsi qu'un certain nombre de dignitaires du régime. Ces militaires s'opposent à une faction rivale, la Tōseiha, et souhaitent établir une dictature impériale ainsi que l'élimination des conglomérats commerciaux (zaibatsu). La révolte est matée trois jours plus tard sur ordre personnel de Hirohito, qui menace de prendre la tête de l'armée.
Avec la nomination de Fumimaro Konoe comme Premier ministre, le lobby militaro-industriel prend définitivement le contrôle de la politique interne du pays. En 1937, Hirohito autorise l'invasion de la Chine — guerre sino-japonaise (1937-1945) —, qualifiée de « guerre sainte » (seisen) et constituant la première étape de la politique impérialiste du Japon. Sous Konoe sont alors mis en place le Mouvement national de mobilisation spirituelle, la Ligue des parlementaires adhérant à la guerre sainte et l'Association de soutien à l'autorité impériale.
En 1941, l'empereur autorise la conquête de l'Asie du Sud-Est dans le but de créer la sphère de coprospérité de la Grande Asie orientale. La guerre du Pacifique se poursuit jusqu'en 1945, avec la défaite des forces shōwa et l'occupation du Japon.

## Années 1940: Expansion, guerre et occupation américaine

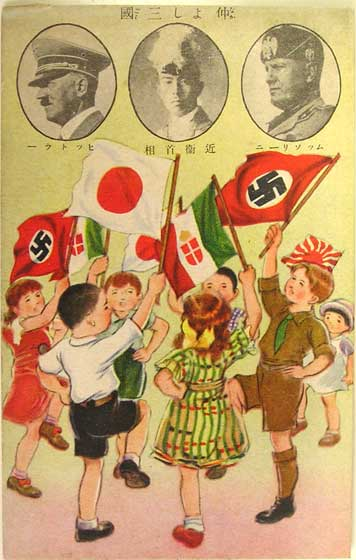
Une affiche japonaise de propagande militaire destinée à un jeune public. L'entrée du Japon dans l'Axe en 1940 marque un tournant stratégique en internationalisant définitivement la Seconde Guerre mondiale, étendant le conflit à l'Asie-Pacifique et provoquant l'implication directe des États-Unis après l'attaque de Pearl Harbor en 1941.

Le Japon des années 1940 connaît une transformation radicale, passant en quelques années d’une expansion impériale à une défaite totale, suivie d’un effondrement économique et d’une occupation étrangère inédite. En 1940, le gouvernement militariste poursuit son projet expansionniste de Sphère de coprospérité de la Grande Asie orientale, visant à unifier l’Asie sous sa domination, officiellement pour libérer les peuples de la colonisation occidentale, mais en réalité pour assurer un accès aux ressources stratégiques essentielles à l’effort de guerre. En septembre 1940, le Japon renforce son isolement diplomatique en signant le Pacte tripartite avec l’Allemagne et l’Italie, scellant son engagement auprès de l’Axe. Cette politique expansionniste se traduit par l’occupation militaire de territoires stratégiques, notamment l’Indochine française en 1941, ce qui entraîne des sanctions économiques sévères de la part des États-Unis et du Royaume-Uni.
L’embargo américain sur le pétrole et l’acier place l’économie japonaise dans une situation critique et précipite la décision de lancer une offensive militaire d’envergure pour sécuriser les ressources nécessaires à la survie de l’empire. Le 7 décembre 1941, l’attaque surprise contre Pearl Harbor provoque l’entrée en guerre des États-Unis et déclenche un conflit total dans le Pacifique. Dans les mois qui suivent, l’armée japonaise enchaîne des victoires spectaculaires : Hong Kong, Singapour, les Philippines et l’Indonésie tombent rapidement sous son contrôle, lui offrant un accès aux réserves pétrolières et minières de la région. Fort de ces conquêtes, le gouvernement proclame officiellement la Sphère de coprospérité de la Grande Asie orientale, cherchant à rallier les populations locales par un discours anticolonial tout en imposant une exploitation sévère des territoires occupés. Pourtant, ces succès militaires masquent des faiblesses structurelles majeures, notamment une industrie de guerre incapable de rivaliser avec la puissance économique et technologique des États-Unis.
Dès 1942, l’avantage stratégique du Japon s’effrite. La bataille de Midway en juin marque un tournant décisif avec la destruction de plusieurs porte-avions japonais, anéantissant la capacité offensive de la marine impériale, tandis que les États-Unis amorcent une contre-offensive systématique fondée sur la stratégie du saute-mouton, qui vise à reconquérir progressivement les îles du Pacifique. La bataille de Guadalcanal, qui s’étend de 1942 à 1943, illustre la ténacité des combats et les lourdes pertes humaines infligées aux forces japonaises, contraintes d’abandonner le terrain face à une supériorité logistique des Alliés. Sur le plan intérieur, l’économie japonaise s’effondre sous l’effet des pénuries de matières premières, du blocus maritime imposé par les États-Unis et de l’usure des infrastructures industrielles. La population civile endure des conditions de vie de plus en plus précaires. Le rationnement alimentaire devient sévère, la propagande intensifie son appel aux sacrifices, et le gouvernement décrète la mobilisation totale, engageant même adolescents et femmes dans l’effort de guerre.

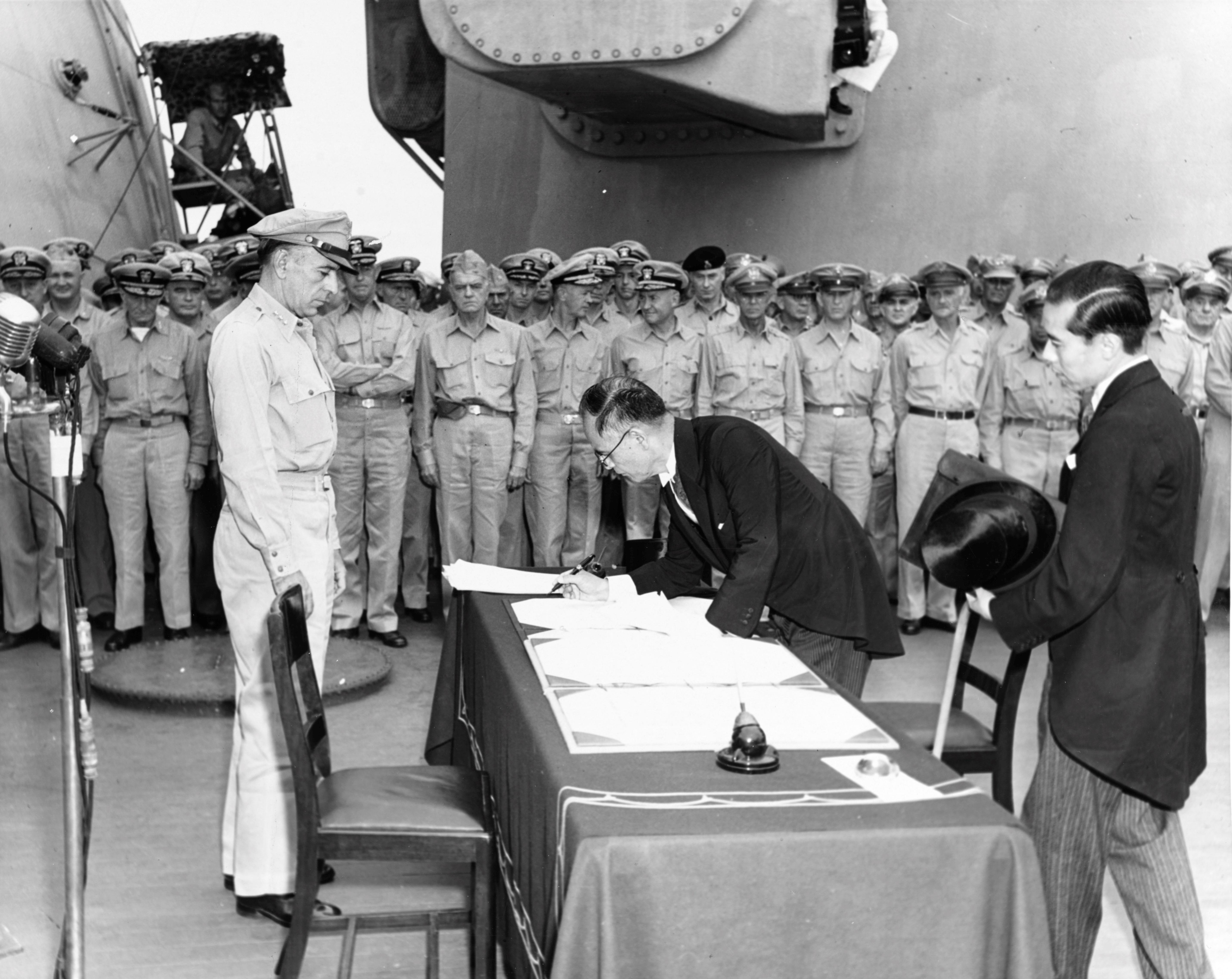
Mamoru Shigemitsu, le ministre des Affaires étrangères du Japon, signe les actes de capitulation du Japon à bord de l' sous le regard du général Richard K. Sutherland, le 2 septembre 1945.

À partir de 1944, la situation militaire devient critique. L’offensive américaine s’accélère avec la reconquête des îles Mariannes, permettant aux bombardiers alliés de frapper directement l’archipel japonais. Tokyo et d’autres grandes villes subissent des bombardements incendiaires dévastateurs, notamment dans la nuit du 9 au 10 mars 1945, où plus de 100 000 personnes périssent sous les flammes, un bilan plus lourd que celui des bombardements atomiques à venir. En avril, la bataille d’Okinawa s’ouvre sur une résistance acharnée de l’armée japonaise et des civils mobilisés, au prix de grandes pertes humaines, préfigurant l’ampleur du carnage attendu en cas d’invasion du Japon métropolitain. Face à cette impasse, le commandement militaire ordonne les premières attaques suicides par kamikazes, incarnant une armée déterminée à combattre jusqu’au dernier homme plutôt que de se rendre.
Le 6 août 1945, les États-Unis larguent la première bombe atomique sur Hiroshima, suivie de la seconde sur Nagasaki le 9 août. Ces attaques, qui font des centaines de milliers de victimes, combinées à l’entrée en guerre de l’URSS le 8 août et à l’invasion de la Mandchourie par l’Armée rouge, achèvent de convaincre l’empereur Hirohito d’annoncer la reddition du Japon le 15 août. La capitulation est signée officiellement le 2 septembre à bord de l’USS Missouri, marquant la fin de la guerre et le début d’une occupation américaine sans précédent.
La société japonaise traverse une mutation brutale, oscillant entre mobilisation pour la guerre et réorganisation sous l’occupation. Jusqu’en 1945, le gouvernement impose un contrôle rigide de la vie quotidienne, inculquant dès l’enfance les valeurs de loyauté envers l’empereur et le sacrifice patriotique. Les jeunes garçons sont formés à la guerre, tandis que les filles sont encouragées à devenir mères et épouses dévouées, contribuant à l’effort national par le travail domestique et l’économie des ressources. L’endoctrinement atteint son apogée dans les dernières années du conflit, avec l’envoi massif de kamikazes, jeunes pilotes dont le sacrifice est glorifié par la propagande. En parallèle, les conditions de vie se détériorent : les pénuries alimentaires s’aggravent avec le blocus naval, le rationnement devient la norme et le marché noir se développe pour pallier les carences de l’État. Après la défaite, la société subit une onde de choc psychologique et morale sans précédent. L’annonce de Hirohito en 1946 reconnaissant son humanité ébranle une population élevée dans la croyance de son caractère divin. La famine, le chômage et l’effondrement des institutions plongent une grande partie de la population dans la précarité, notamment dans les zones urbaines dévastées. L’occupation américaine introduit alors des réformes sociales profondes : démocratisation de l’éducation, octroi du droit de vote aux femmes et affaiblissement du patriarcat par une refonte du Code civil, garantissant aux épouses davantage de droits. Ces transformations amorcent une société nouvelle, où les anciennes hiérarchies sont remises en question et où une génération élevée sous le militarisme découvre les idéaux démocratiques et les libertés individuelles.
La culture japonaise est profondément marquée par la propagande d’État jusqu’en 1945, puis par l’ouverture forcée aux influences américaines sous l’occupation. Le cinéma, la littérature et les arts sont encadrés par le gouvernement, qui impose une exaltation de l’héroïsme et du sacrifice national. L’industrie cinématographique, florissante dans les années 1930 avec des réalisateurs comme Kenji Mizoguchi et Yasujiro Ozu, est instrumentalisée pour glorifier l’armée impériale et légitimer l’expansionnisme. La censure interdit toute expression perçue comme pessimiste ou subversive, imposant un art au service du régime. La culture traditionnelle est également mobilisée : le bushidō, code d’honneur des samouraïs, est utilisé pour justifier l’obéissance absolue et la mort honorable au combat. Toutefois, certaines formes de contestation subsistent à la marge, notamment dans les cercles littéraires. Osamu Dazai, par exemple, développe une œuvre introspective qui annonce les questionnements existentiels de l’après-guerre. À partir de 1945, l’occupation bouleverse la scène culturelle en imposant la liberté d’expression tout en censurant les contenus nationalistes. Le cinéma renaît avec des films abordant la guerre et ses conséquences, tandis que la littérature explore les thèmes de la désillusion et de la souffrance des survivants. La musique occidentale, autrefois proscrite, devient populaire, marquant le début d’un processus d’occidentalisation culturelle. Cette ouverture entraîne aussi une redécouverte des arts traditionnels japonais sous un angle pacifiste et esthétique. Le kabuki, la calligraphie et le haïku connaissent un renouveau, tandis que de nouveaux courants artistiques émergent, intégrant influences étrangères et modernité.

## Années 1950: la reconstruction du Japon

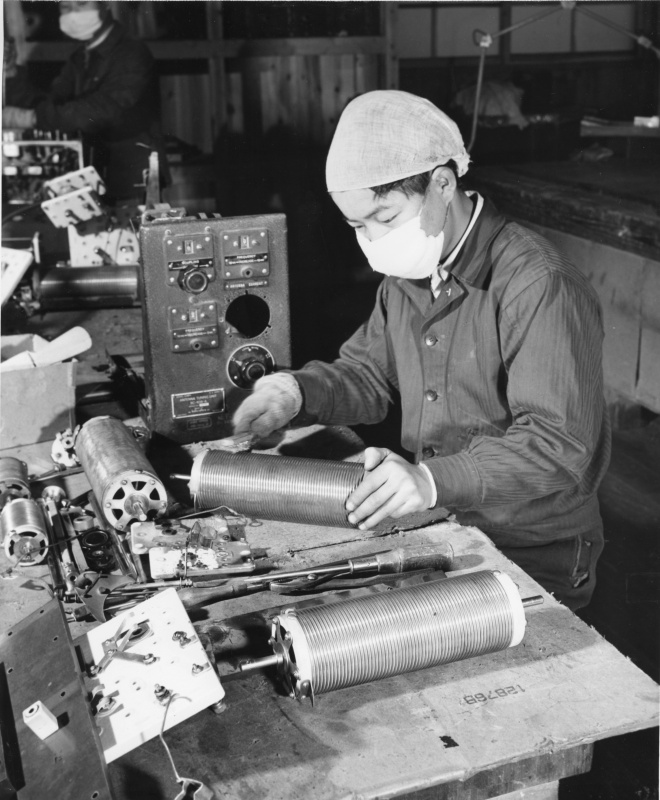
Un ouvrier japonais nettoie et inspecte l'intérieur d'un poste de radio militaire BC-939 à l'atelier de réparation de Yokohama pour le compte de l'armée américaine. Si le Japon n’a pas combattu lors de la Guerre de Corée, il a toutefois servi de base arrière logistique, de plateforme industrielle, et de point médical stratégique pour les forces de l'ONU.

Les années 1950 constituent une période déterminante dans l’histoire contemporaine du Japon, marquée par un effort de reconstruction d’une ampleur sans précédent visant à restaurer une économie exsangue et à redéfinir les fondements structurels de la nation après la dévastation causée par la Seconde Guerre mondiale. Détruit à la fois sur le plan matériel, économique et institutionnel, le pays s’engage dans un processus de redressement rapide, largement soutenu par l’aide des États-Unis dans le cadre de la stratégie américaine de stabilisation de l’Asie de l’Est en pleine Guerre froide. La mise en place du plan Dodge en 1949, du nom de l’économiste américain Joseph Dodge, marque un tournant dans la politique économique japonaise en imposant une discipline budgétaire stricte fondée sur la réduction des dépenses publiques, la lutte contre l’hyperinflation et la promotion d’un environnement favorable aux investissements étrangers et à la reconstruction industrielle. Cette approche austère, bien que contraignante dans un premier temps, permet de poser les bases d’une croissance stable en rétablissant la confiance des acteurs économiques et en restructurant les infrastructures essentielles du pays. Parallèlement, la guerre de Corée (1950-1953) représente une opportunité économique cruciale pour le Japon, qui devient une plaque tournante logistique pour l’approvisionnement des forces américaines engagées dans le conflit, stimulant ainsi la production industrielle et accélérant la réhabilitation des capacités manufacturières du pays. L’industrie lourde, qui avait été sévèrement affectée par les bombardements alliés et les restrictions d’après-guerre, bénéficie particulièrement de cette dynamique, tandis que le gouvernement japonais adopte une politique industrielle interventionniste favorisant la modernisation des entreprises nationales et la mise en place de structures corporatistes qui préfigureront les keiretsu, ces vastes conglomérats économiques qui domineront l’économie japonaise dans les décennies suivantes.
Cette décennie est marquée par l’adoption par le gouvernement japonais d’une politique économique fortement interventionniste, articulée autour du développement stratégique de l’industrie lourde, avec un accent particulier sur la sidérurgie, la construction navale et l’industrie chimique, secteurs jugés essentiels pour l’industrialisation rapide du pays et sa compétitivité à l’échelle mondiale. Ce processus est orchestré par le ministère du Commerce international et de l’Industrie (MITI), institution clé qui joue un rôle central dans l’orientation des ressources financières et technologiques vers les secteurs prioritaires, en s’appuyant sur un modèle de coordination étroite entre l’État, les grandes entreprises et les institutions financières. Cette stratégie repose sur plusieurs leviers d’intervention, notamment l’octroi de crédits à taux préférentiels, la mise en place de mesures protectionnistes pour limiter la concurrence étrangère, ainsi qu’un soutien actif à l’innovation technologique par le biais de subventions et de partenariats public-privé destinés à accélérer la modernisation des infrastructures productives. Parallèlement, le gouvernement met en œuvre des politiques visant à favoriser l’émergence d’industries à forte valeur ajoutée, jetant ainsi les bases du développement futur des secteurs de l’électronique et de l’automobile.

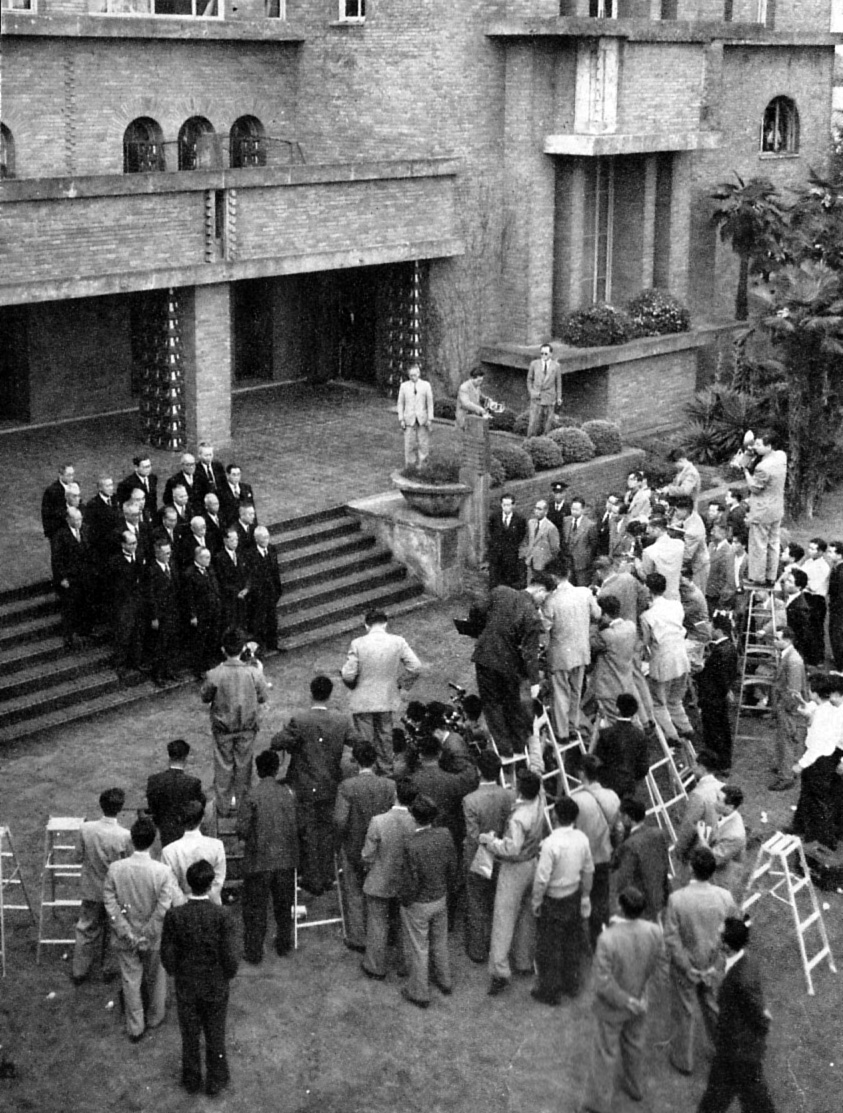
Le cabinet ministériel du Premier ministre Shigeru Yoshida devant une assemblée de journalistes le 21 mai 1953.

Les années 1950 sont dominées par le leadership du Premier ministre Shigeru Yoshida, qui gouverne le Japon presque sans interruption de 1946 à 1954 et dont la politique façonne durablement l’orientation du pays dans l’après-guerre. Sa stratégie, connue sous le nom de doctrine Yoshida, repose sur un double objectif : privilégier la reconstruction économique tout en s’appuyant sur la protection militaire américaine, un choix pragmatique qui permet au Japon d’éviter une remilitarisation coûteuse et de consacrer l’essentiel de ses ressources à la modernisation industrielle et au développement des infrastructures. Cette orientation est formalisée par le traité de sécurité nippo-américain de 1951, qui autorise les États-Unis à maintenir des bases militaires sur le sol japonais, garantissant ainsi la sécurité du pays en pleine Guerre froide, notamment face à la menace perçue de l’Union soviétique et de la Chine communiste. Ce choix stratégique, bien qu’efficace sur le plan économique, suscite des débats internes, certains y voyant une atteinte à la souveraineté nationale et une dépendance excessive envers Washington, critiques qui continueront à nourrir les controverses politiques dans les décennies suivantes. Sur le plan diplomatique, la priorité est donnée à la normalisation des relations avec les pays voisins et à la réintégration du Japon dans la communauté internationale, un processus marqué par son adhésion aux Nations Unies en 1956, qui symbolise la fin progressive de son isolement d’après-guerre.

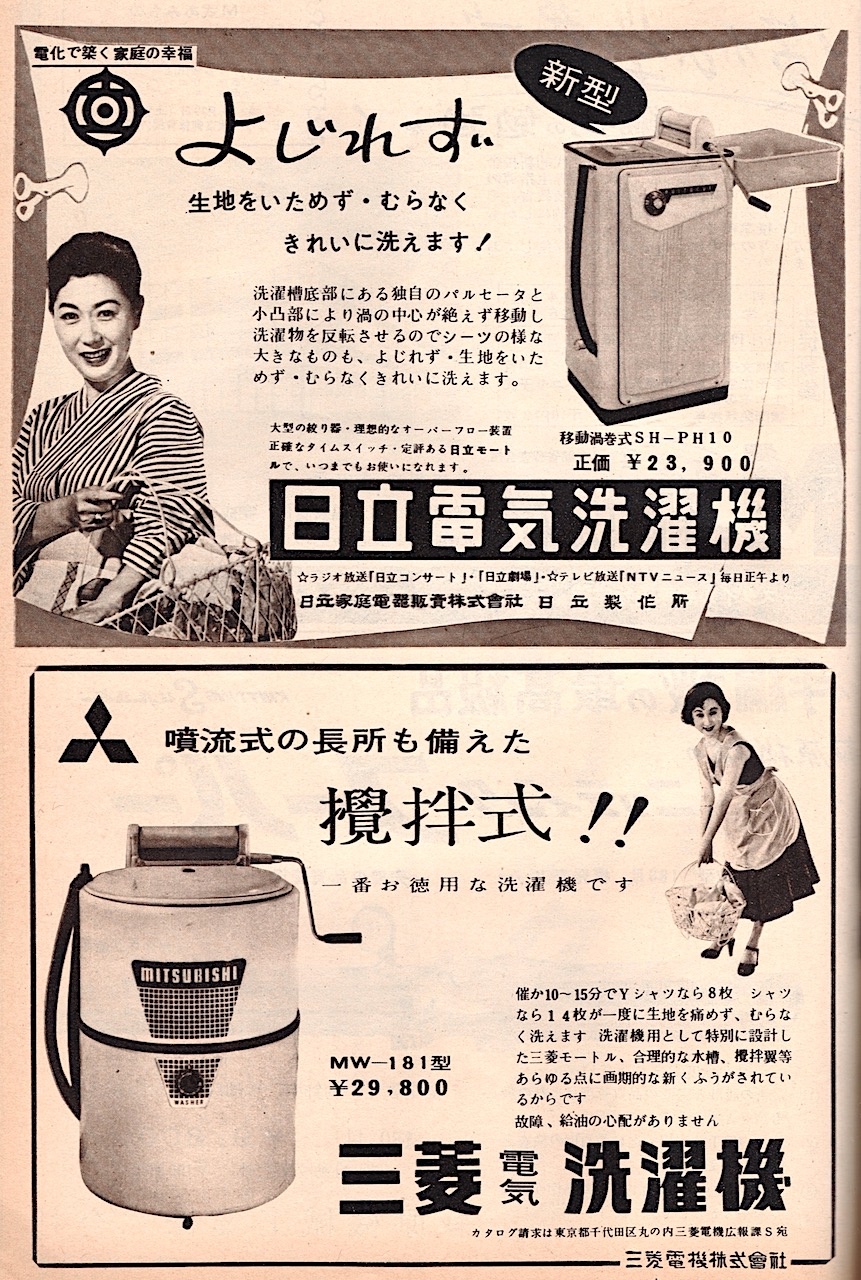
Publicités japonaises de 1956 pour des machines à laver Hitachi et Mitsubishi, spécifiquement ciblées vers les femmes. Elles mettent en avant la modernisation des foyers tout en renforçant le rôle traditionnel des femmes dans les tâches ménagères.

Les mœurs de la société japonaise durant cette période restent profondément ancrées dans les valeurs traditionnelles héritées de l’ère Meiji, lesquelles avaient été renforcées par la propagande militariste des décennies précédentes et par un cadre institutionnel qui perpétue une organisation sociale rigide fondée sur la hiérarchie et la discipline. Le patriarcat demeure le fondement des structures familiales, où la primauté de l’autorité masculine s’exprime à travers des normes strictes de loyauté, d’obéissance et de respect des aînés, qui régissent aussi bien la sphère domestique que les interactions sociales au sein des entreprises et des institutions publiques. Cette organisation repose sur un modèle où l’homme incarne le chef de famille et le principal pourvoyeur de revenus, tandis que les femmes, après avoir été mobilisées dans le cadre de l’effort de guerre, sont largement reléguées à leur rôle traditionnel de gestionnaires du foyer, conformément aux attentes sociétales qui valorisent leur contribution au bien-être familial plutôt qu’à l’activité économique. Toutefois, malgré cette réaffirmation des rôles de genre traditionnels, des mutations progressives commencent à émerger, notamment à travers l’amélioration de l’accès des femmes à l’éducation, favorisée par les réformes d’après-guerre qui encouragent une meilleure scolarisation et ouvrent la voie à une participation plus active dans certains secteurs professionnels. L’enseignement et les soins de santé apparaissent ainsi comme des domaines où les femmes acquièrent une visibilité croissante, bénéficiant d’une reconnaissance accrue dans des métiers liés à la transmission du savoir et à l’assistance sociale, bien que leur présence dans les postes de décision demeure encore très limitée.

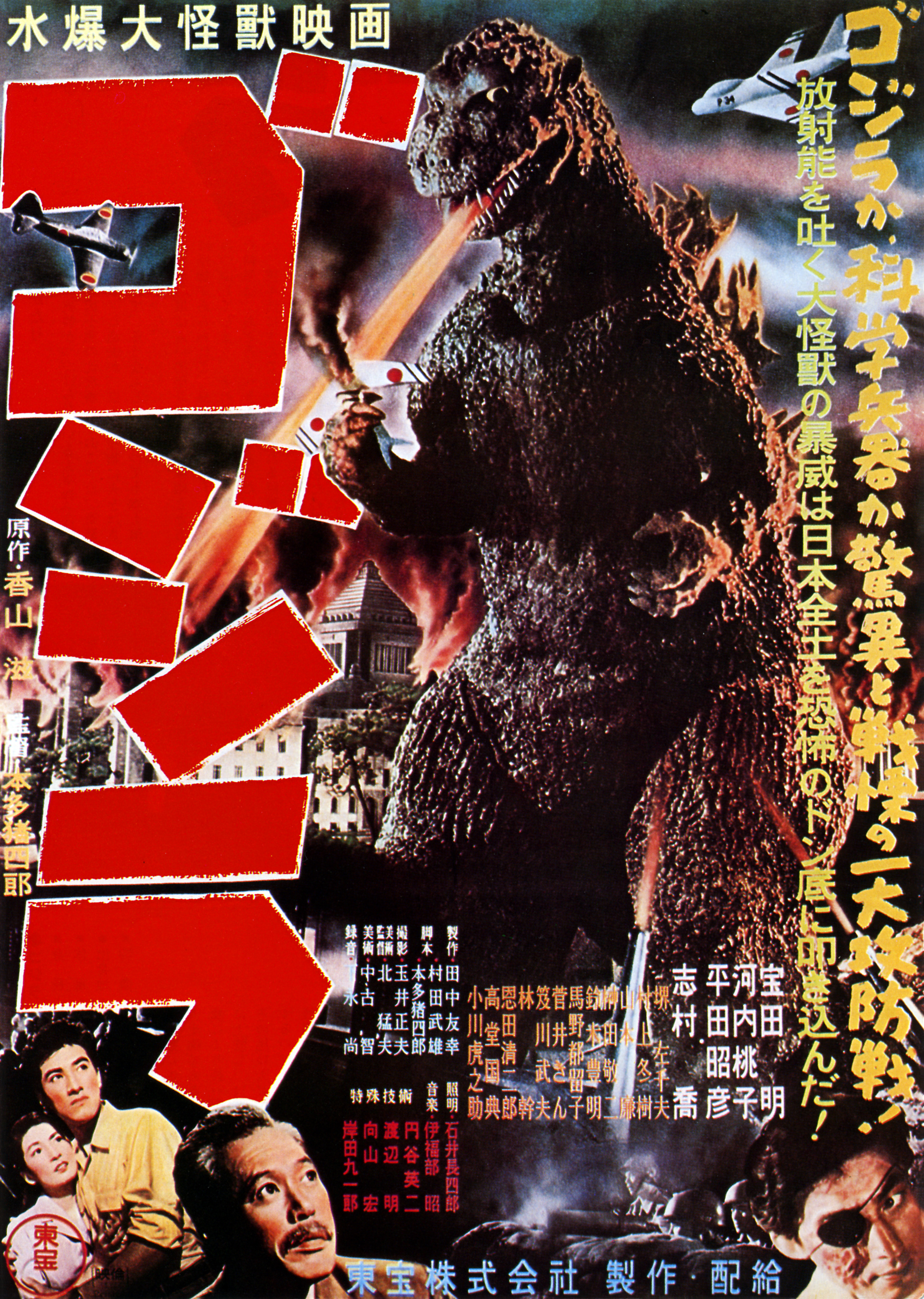
Affiche de 1954 pour le film Godzilla (Gojira), qui incarne les peurs nucléaires du Japon post-guerre. Le film a lancé le genre kaiju et est devenu un symbole culturel mondial.

Le cinéma et la littérature des années 1950 occupent une place centrale dans la réflexion sur l’identité japonaise d’après-guerre, en explorant les tensions entre tradition et modernité, mémoire collective et reconstruction nationale. Dans un Japon marqué par la défaite et l’occupation américaine, le cinéma devient un espace privilégié de questionnement moral et philosophique, comme en témoignent les œuvres d’Akira Kurosawa, dont Rashōmon (1950) et Les Sept Samouraïs (1954) mobilisent le cadre du film historique pour interroger des thèmes universels tels que la vérité subjective, la moralité et la responsabilité individuelle dans un contexte de chaos et d’incertitude. Ces films, en mettant en scène des dilemmes éthiques et des récits fragmentés, reflètent les interrogations profondes d’une société japonaise en quête de repères dans l’après-guerre. Parallèlement, le cinéma populaire s’approprie ces angoisses sous une autre forme avec Godzilla (1954), réalisé par Ishirō Honda, qui se distingue comme un puissant symbole des craintes post-atomiques. À travers cette créature monstrueuse née des radiations nucléaires, le film incarne l’anxiété collective suscitée par les bombardements d’Hiroshima et de Nagasaki, tout en traduisant un malaise plus large face aux dangers de la modernité et à la puissance incontrôlée de la technologie, thèmes qui résonnent fortement dans un pays encore marqué par l’occupation et les essais nucléaires américains dans le Pacifique. De manière complémentaire, la littérature des années 1950 engage également une réflexion sur les bouleversements identitaires du Japon d’après-guerre, notamment à travers des figures comme Yukio Mishima, dont les œuvres mettent en scène la confrontation entre un passé glorifié et une modernité perçue comme aliénante. À travers des romans comme Confessions d’un masque (1949) et Le Pavillon d’or (1956), Mishima explore la crise de la masculinité, le sentiment de déclin des valeurs traditionnelles et la quête d’un idéal esthétique et moral dans une société en pleine transformation.

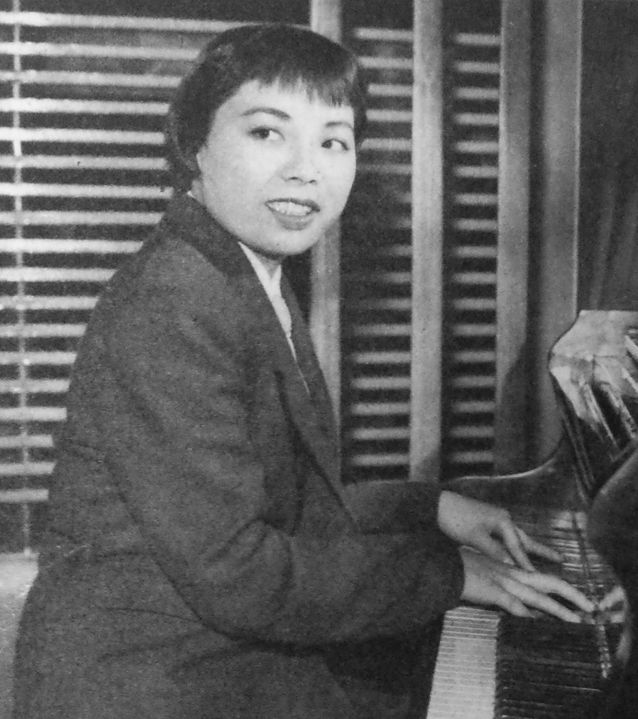
Akiyoshi Toshiko en 1953, pionnière du jazz au Japon. Après la Seconde Guerre mondiale, le jazz devient un symbole d’ouverture et de modernité, influençant profondément la scène musicale japonaise.

La société japonaise, ancrée dans des traditions profondément influencées par le shintoïsme et le bouddhisme, connaît au cours de cette période une transformation progressive sous l’effet d’un contact croissant avec les États-Unis, dont l’occupation du Japon (1945-1952) accélère l’introduction de nouveaux modes de vie et référents culturels. Si les pratiques religieuses traditionnelles, structurées autour du respect des ancêtres, des rites de purification et des cycles saisonniers, demeurent largement ancrées dans la vie quotidienne, l’occidentalisation des mœurs devient un phénomène perceptible, notamment dans les grandes villes où l’influence américaine est la plus marquée. L’essor des produits culturels américains, tels que le jazz, qui séduit une jeunesse avide de modernité, et le cinéma hollywoodien, qui diffuse des représentations alternatives du mode de vie, de la famille et des relations sociales, contribue à un changement progressif des goûts et des habitudes de consommation. Cette ouverture aux influences étrangères, bien que parfois perçue avec ambivalence par une partie de la population attachée aux valeurs traditionnelles, reflète une dynamique plus large de recomposition culturelle où le Japon, loin de se contenter d’adopter passivement des éléments extérieurs, les réinterprète et les intègre dans un cadre propre, donnant naissance à une hybridation unique entre tradition et modernité.

## Essor économique et changements sociaux

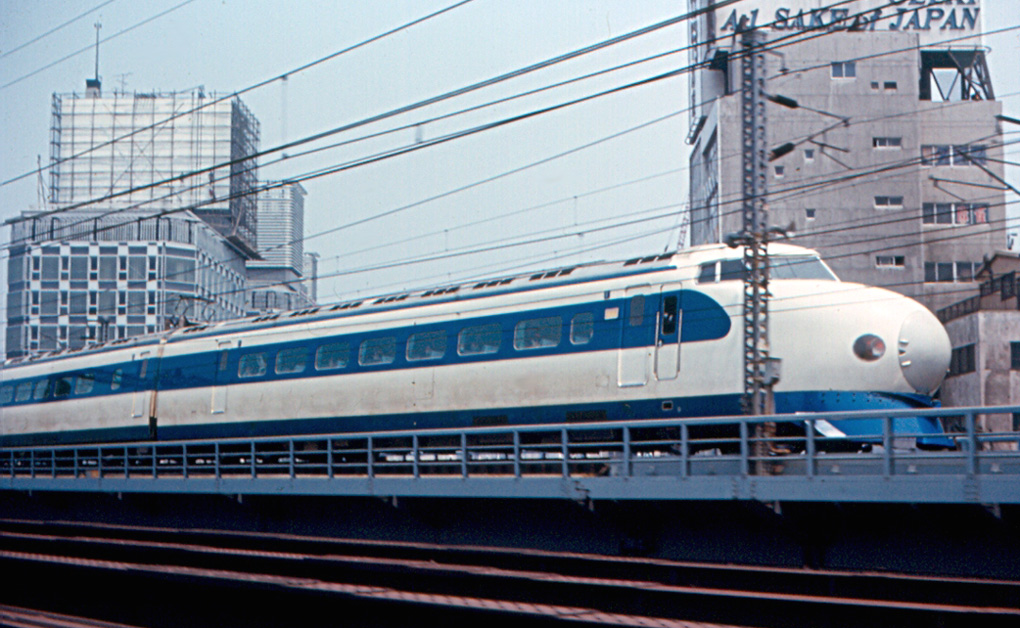
Shinkansen série 0, photographié en mai 1967 près de Yurakucho, Tokyo. Ce modèle est le premier train à grande vitesse du Japon, inauguré en 1964. Il pouvait atteindre une vitesse de 210 km/h, faisant du Japon un pionnier des transports à grande vitesse.

Les années 1960 marquent une période de croissance économique accélérée pour le Japon, accompagnée de transformations sociales profondes. Le pays traverse une phase d’industrialisation rapide, caractérisée par une expansion spectaculaire de son produit intérieur brut, avec un taux de croissance annuel moyen supérieur à 10 %. Cet essor repose sur un modèle axé sur l’exportation, avec la production de biens manufacturés de haute qualité à des coûts relativement bas. Les entreprises japonaises investissent massivement dans l’automatisation et l’innovation technologique, ce qui les rend compétitives sur les marchés internationaux. Parallèlement, l’émergence des conglomérats industriels, ou keiretsu, succédant aux anciens zaibatsu, devient une caractéristique structurante de cette époque. Ces grands groupes, organisés autour de banques principales, dominent l’économie japonaise. Leur structure, intégrant verticalement et horizontalement les différentes étapes de production et de distribution, leur permet de mobiliser d’importantes ressources pour la recherche, le développement et l’expansion internationale.
La décennie est également marquée par des investissements gouvernementaux considérables dans les infrastructures. La construction d’autoroutes, de ports et de réseaux ferroviaires améliore significativement l’efficacité économique tout en renforçant la connectivité entre les différentes régions du pays. Le développement du réseau ferroviaire est particulièrement emblématique de cette modernisation. En 1964, le Japon inaugure son premier Shinkansen, ou « train à grande vitesse », reliant Tokyo à Osaka en un temps record pour l’époque. Ce projet d’infrastructure, motivé à la fois par la nécessité d’un transport rapide entre les grandes métropoles et par la volonté d’affirmer la capacité technologique du Japon sur la scène internationale, devient vite un symbole distinctif de l’innovation japonaise. Le Shinkansen révolutionne le transport ferroviaire au Japon et s’inscrit dans une série d’initiatives visant à soutenir la croissance économique rapide du pays. Cette avancée est mise en lumière lors des Jeux olympiques d’été de Tokyo en 1964, ainsi qu’à l’Exposition universelle d’Osaka en 1970, permettant au Japon de présenter au monde ses progrès technologiques et son développement économique.

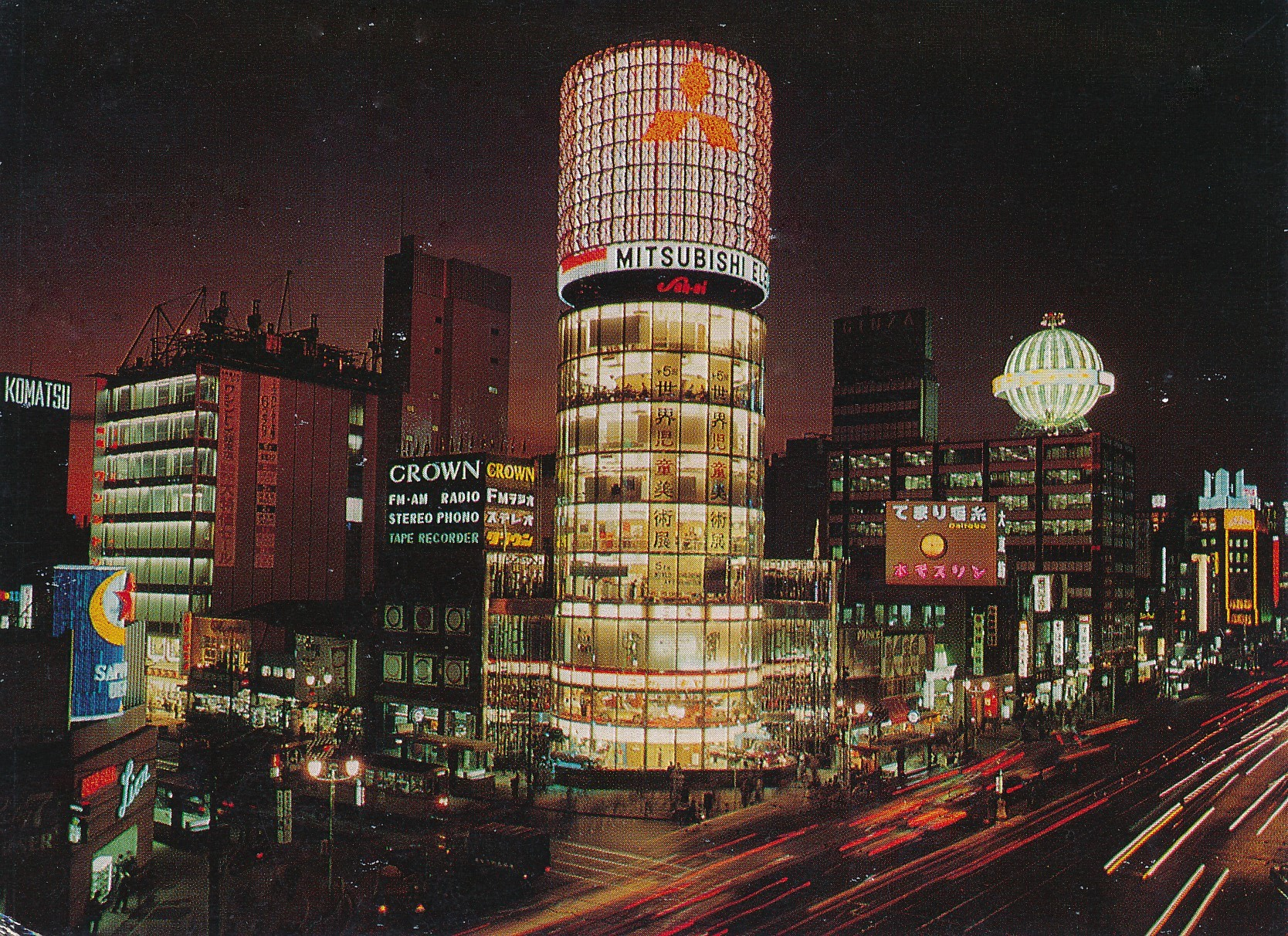
Le quartier de Ginza à Tokyo, dominé par le bâtiment Mitsubishi. Ce quartier, célèbre pour ses enseignes lumineuses, était déjà à l'époque l'un des centres commerciaux les plus prestigieux de la ville.

Avec la modernisation rapide de l'économie, la société japonaise traverse une transformation sociale profonde. Une classe moyenne urbaine émerge et adopte progressivement des modes de vie modernes. La consommation de masse devient un phénomène central, soutenue par la popularisation de l’électroménager, des automobiles et des loisirs. La télévision, devenue un objet courant dans les foyers japonais, joue un rôle majeur dans cette évolution. Elle diffuse des idéaux de modernité et d’occidentalisation, tout en participant à la propagation de la culture populaire japonaise à travers des émissions de variétés, des feuilletons et des jeux télévisés.

Cependant, cette occidentalisation des modes de vie suscite des tensions entre les valeurs traditionnelles et les nouvelles influences de l'Ouest. La jeunesse japonaise commence à s'affirmer plus visiblement, marquant une rupture avec les générations précédentes. Les mouvements étudiants des années 1960, notamment les manifestations contre le traité de sécurité nippo-américain en 1960, témoignent d’un désir de changement et d’une contestation de l'autorité établie. Ces mobilisations reflètent une prise de conscience politique accrue et un rejet partiel de la passivité perçue des générations antérieures.

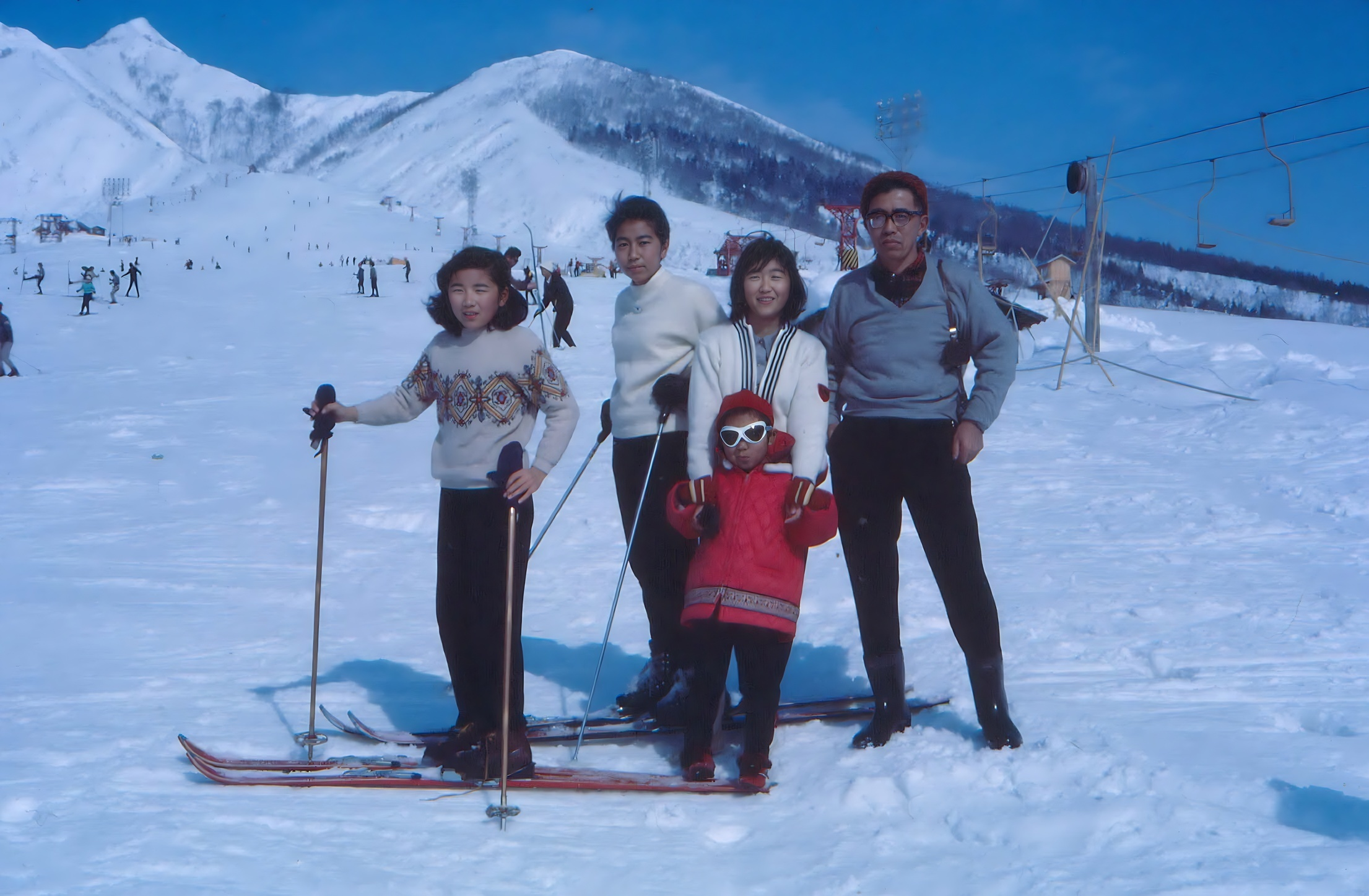
Famille japonaise profitant des loisirs hivernaux à la station de ski d'Iwappara dans la ville de Yuzawa. Entre les années 1960 et 1967, le revenu par habitant double, permettant ainsi l'émergence d'une classe moyenne forte au Japon.

Malgré les transformations rapides, la société japonaise reste cependant en grande partie conservatrice, en particulier dans les zones rurales, où les traditions familiales et communautaires demeurent profondément enracinées. Le mariage continue d’être une institution centrale, souvent arrangé, bien que l’amour romantique gagne en importance dans les représentations culturelles. L’essor des médias de masse joue un rôle clé dans la diffusion de ces nouveaux modèles, influençant les perceptions et les attentes sociales de manière significative.
Les années 1960 sont également marquées par la continuité de la doctrine Yoshida, tout en étant ponctuées par des débats croissants sur la révision constitutionnelle, notamment autour de l’article 9 de la Constitution japonaise. Cet article renonce à la guerre comme moyen de résoudre les conflits internationaux, suscitant des discussions sur son maintien ou sa modification. Pendant cette décennie, le Premier ministre Hayato Ikeda, en fonction de 1960 à 1964, lance le Plan de revenu national doublé. Ce programme ambitieux vise à doubler le revenu national en dix ans grâce à une croissance économique rapide et soutenue, consolidant ainsi la prospérité du pays.
Enfin, sur le plan international, le Japon cherche à élargir son influence économique et à renforcer ses relations diplomatiques. Il approfondit ses liens économiques avec l’Asie du Sud-Est et s’efforce d’améliorer ses relations avec la Chine, tout en conservant une alliance stratégique forte avec les États-Unis. Des accords commerciaux sont conclus avec de nombreuses nations, affirmant le rôle croissant du Japon en tant qu’acteur majeur de l’économie mondiale.

## Le miracle économique japonais à son apogée

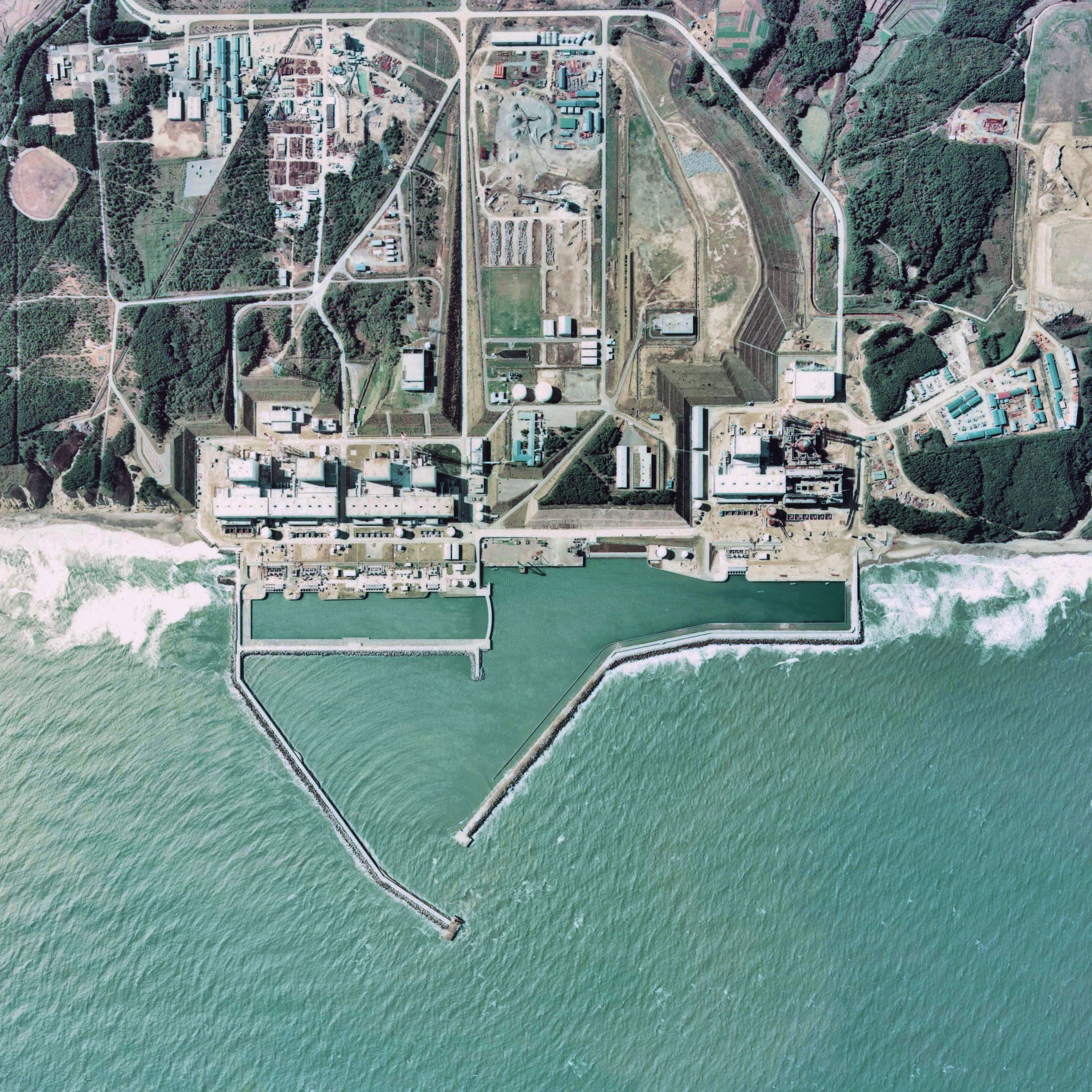
Vue aérienne de la centrale nucléaire de Fukushima-Daiichi en 1975. Mise en service en 1970 et agrandie tout au long des années 1970 par la compagnie d'énergie TEPCO, cette centrale est aujourd'hui fermée à la suite du séisme de magnitude 9,1 et du tsunami qui ont frappé le Japon le 11 mars 2011.

Le Japon poursuit son expansion économique tout au long des années 1970, consolidant son statut de puissance industrielle mondiale, malgré les tensions provoquées par le premier choc pétrolier de 1973, qui met en évidence la vulnérabilité structurelle de l’archipel face aux fluctuations des marchés énergétiques internationaux. Cette crise constitue cependant un catalyseur fondamental de transformation industrielle et stratégique, incitant le gouvernement ainsi que les grands conglomérats économiques à accélérer le développement de technologies plus efficientes et à restructurer en profondeur les secteurs clés afin d’accroître leur compétitivité et leur résilience. L’industrie automobile et l’électronique émergent alors comme les piliers de cette nouvelle phase de croissance, portés par des entreprises comme Toyota, Honda et Sony, qui imposent progressivement leurs normes en matière d’innovation, de productivité et de qualité sur les marchés internationaux. Parallèlement, l’application systématique du toyotisme, qui introduit des principes novateurs tels que la production en flux tendu et le contrôle rigoureux de la qualité, optimise les capacités de production et assure une compétitivité inégalée dans l’industrie manufacturière. Toutefois, la dépendance persistante du Japon aux importations d’hydrocarbures constitue une menace majeure pour la stabilité de sa croissance, ce qui pousse les décideurs politiques à diversifier rapidement les sources d’énergie, en mettant en œuvre une politique de développement massif du nucléaire civil dès le milieu des années 1970. Cet effort se traduit par la construction accélérée de centrales nucléaires à travers l’archipel, soutenue par une stratégie étatique visant à renforcer l’indépendance énergétique du pays face aux incertitudes du marché pétrolier mondial. En parallèle, le Japon amorce une montée en puissance dans le domaine des hautes technologies et de la recherche scientifique, matérialisée notamment par son entrée dans le cercle restreint des nations maîtrisant l’accès à l’espace, avec le lancement du satellite Ōsumi en 1972, événeme0nt qui consacre le pays comme la quatrième puissance spatiale mondiale après l’Union soviétique, les États-Unis et la France.
La société japonaise connaît une transformation structurelle accélérée, portée par une urbanisation massive qui redéfinit en profondeur les dynamiques démographiques, économiques et socioculturelles du pays. Ce phénomène, amorcé dès l’après-guerre mais considérablement intensifié au cours de cette décennie, se traduit par un exode rural soutenu qui conduit à un déplacement significatif des populations vers les grandes métropoles comme Tokyo, Osaka, Nagoya et Yokohama. Ces pôles urbains, qui concentrent les opportunités économiques, les infrastructures modernes et les nouveaux modes de vie, deviennent les moteurs d’un développement économique de plus en plus polarisé, entraînant une redéfinition des structures familiales et des modes d’organisation sociale. Alors que dans les zones rurales, la famille élargie demeure le modèle dominant, soutenue par des dynamiques communautaires et une organisation socio-économique encore largement tournée vers l’agriculture et l’artisanat, les grandes villes voient l’émergence du modèle de la famille nucléaire, constitué exclusivement des parents et de leurs enfants, phénomène directement lié aux nouvelles exigences de la vie urbaine et aux contraintes du logement en milieu métropolitain. Ce basculement vers un mode de vie urbain engendre toutefois de multiples tensions socio-économiques. La pression démographique exercée sur les centres urbains entraîne une pénurie chronique de logements abordables, une saturation des infrastructures de transport et une détérioration de la qualité de vie, notamment en raison de la pollution et de la congestion urbaine. Face à ces défis, le gouvernement japonais adopte une série de mesures interventionnistes destinées à encadrer l’expansion urbaine et à améliorer les conditions de vie dans les grandes villes. Des politiques de réaménagement urbain sont mises en place, impliquant la modernisation des infrastructures de transport public, l’optimisation des réseaux d’assainissement et la création de nouveaux complexes résidentiels adaptés aux contraintes de densification. Parallèlement, la crise environnementale qui s’était intensifiée dans les années 1960, marquée par des catastrophes sanitaires liées à la pollution industrielle, comme l’épidémie de Minamata causée par l’empoisonnement au mercure, pousse les autorités à adopter une législation environnementale parmi les plus strictes au monde. La loi de 1970 sur le contrôle de la pollution industrielle marque un tournant dans la régulation des activités industrielles et la mise en place de normes environnementales contraignantes visant à réduire les émissions polluantes et à améliorer la qualité de l’air et de l’eau. Cette législation, qui s’appuie sur une coopération renforcée entre l’État, les collectivités locales et les entreprises, permet une amélioration progressive de l’environnement urbain.

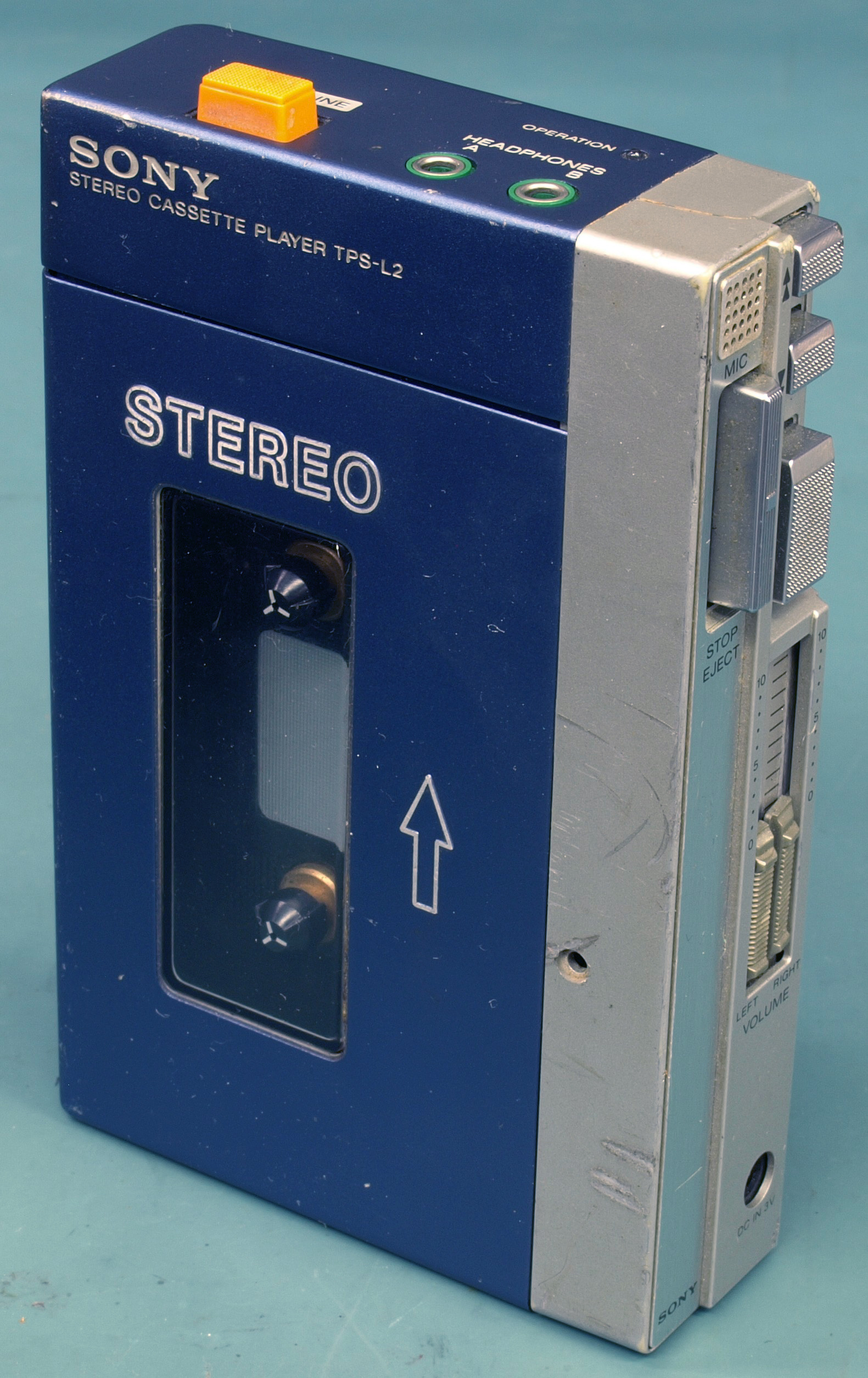
En 1979, la société japonaise Sony lance son Walkman, premier lecteur de cassettes portable offrant une expérience audio à la fois personnelle et nomade.

Sur le plan culturel, la décennie des années 1970 au Japon se caractérise par un foisonnement créatif et une intense expérimentation artistique qui redéfinissent les formes d’expression traditionnelles tout en intégrant des influences internationales, témoignant d’une société en mutation profonde. Le cinéma japonais, marqué par une volonté de transgression et de remise en question des normes établies, s’illustre avec des réalisateurs comme Nagisa Ōshima, dont le film L’Empire des sens (1976) bouleverse les conventions cinématographiques en explorant frontalement les thèmes du désir, de la sexualité et de la subversion des tabous sociaux, suscitant une censure dans son propre pays tout en rencontrant un succès critique à l’étranger. Parallèlement, la bande dessinée japonaise s’impose définitivement comme un art majeur avec l’essor du manga, dont certaines œuvres emblématiques comme Doraemon de Fujiko F. Fujio et Ashita no Joe de Tetsuya Chiba acquièrent un statut de références générationnelles, structurant durablement l’imaginaire collectif et influençant la culture populaire bien au-delà des frontières japonaises. La scène musicale connaît également une transformation notable, portée par l’essor des genres rock et folk qui, à travers des artistes comme Takuro Yoshida et Yōsui Inoue, introduisent de nouvelles sonorités et thématiques en rupture avec les traditions musicales dominantes, tandis que le phénomène des idoles, incarné par des figures comme Momoe Yamaguchi, amorce une dynamique de starification médiatique qui deviendra un élément central de l’industrie du divertissement japonais dans les décennies suivantes. La littérature japonaise voit l’émergence d’une nouvelle génération d’écrivains, parmi lesquels Haruki Murakami, dont les premières œuvres esquissent déjà un style introspectif et cosmopolite, marqué par une influence notable des courants littéraires occidentaux et une exploration des questionnements identitaires propres à la modernité japonaise. Cette effervescence culturelle se reflète également dans le domaine du sport et des événements internationaux, où le Japon affirme sa capacité à s’imposer sur la scène mondiale, notamment à travers l’organisation des Jeux olympiques d’hiver de Sapporo en 1972, qui marquent une première pour le continent asiatique et permettent au pays de démontrer son expertise en matière de gestion d’événements d’envergure, tout en mettant en avant son développement technologique et son engagement dans la modernisation des infrastructures sportives.

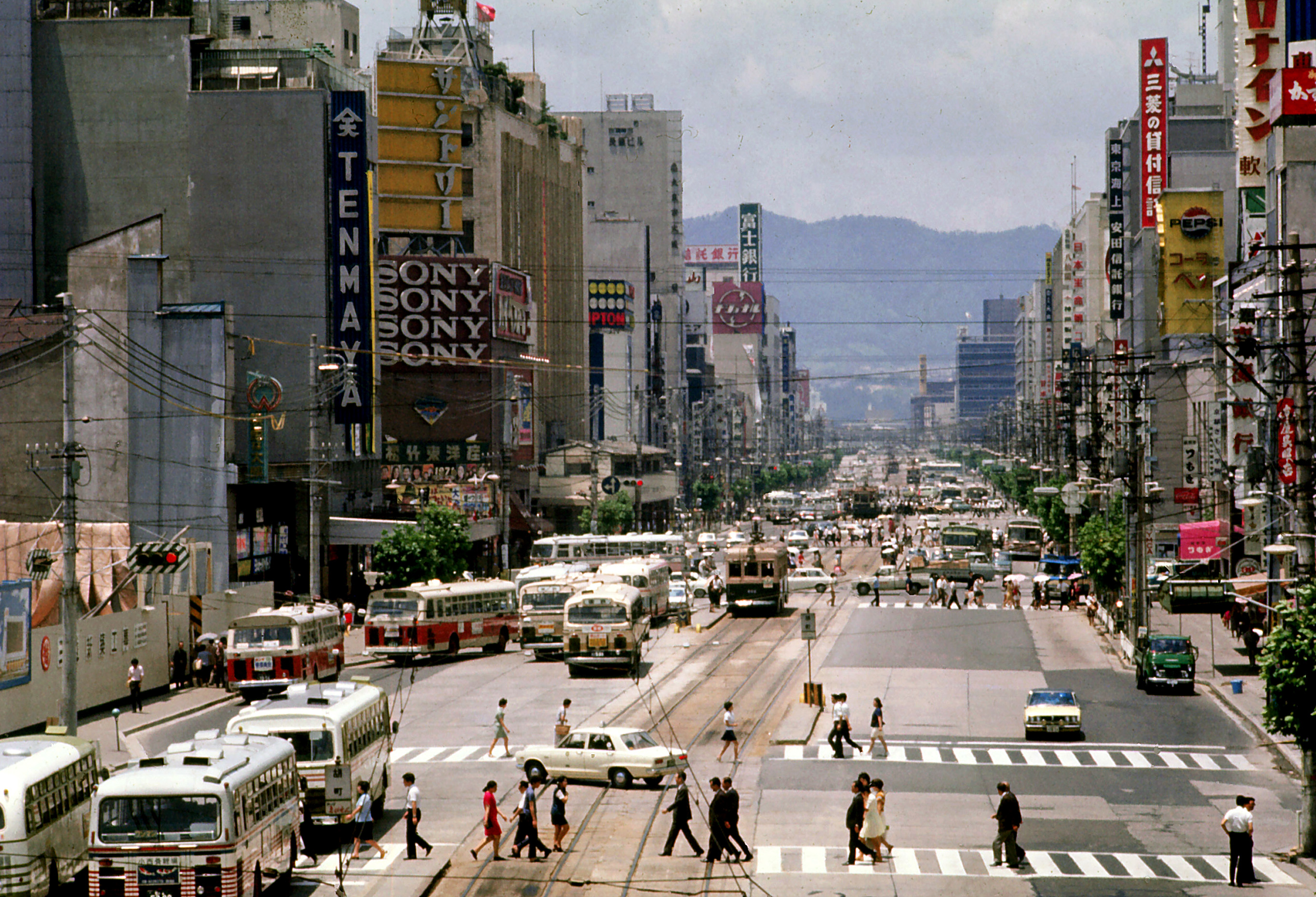
La rue Aioi en 1971, l'une des principales artères commerciales de Hiroshima. Cette voie et ses bâtiments adjacents avaient été entièrement détruits par le bombardement atomique de 1945. En l'espace de quelques années, l'artère a été entièrement reconstruite.

Sur le plan politique, le Japon demeure sous l’hégémonie du Parti libéral-démocrate (PLD), garant d’une stabilité institutionnelle qui contraste avec les bouleversements idéologiques et géopolitiques de la Guerre froide, mais cette apparente continuité masque des tensions profondes liées aux relations du pays avec les États-Unis et aux mouvements contestataires internes. Le traité de sécurité nippo-américain, renouvelé en 1970, reste une source persistante de controverses, alimentant un débat national sur la souveraineté du Japon et sa dépendance stratégique vis-à-vis de Washington, tandis que la présence militaire américaine sur le territoire japonais, notamment à Okinawa, continue de cristalliser des oppositions, en particulier parmi les étudiants, les intellectuels et les milieux progressistes qui dénoncent une politique étrangère perçue comme un alignement systématique sur les intérêts américains. Cette contestation s’inscrit dans un climat plus large d’agitation sociale marqué par la montée de groupes radicaux d’extrême gauche, dont l’Armée rouge unifiée et la Faction Armée rouge du Japon, qui adoptent une stratégie de lutte violente inspirée des mouvements révolutionnaires internationaux et se livrent à des actions terroristes, comme le détournement du vol Japan Airlines 351 en 1970 ou encore la participation à des attaques coordonnées à l’étranger, telles que la prise d’otages à l’aéroport de Lod en 1972, perpétrée en collaboration avec le Front populaire de libération de la Palestine.

## Table de conversion
Pour convertir les années du calendrier grégorien entre 1926 et 1989 vers les années du calendrier japonais de l'ère Shōwa, 1925 doit être soustrait de l'année en question.
| Shōwa | 1    | 2    | 3    | 4    | 5    | 6    | 7    | 8    | 9    | 10   | 11   | 12   | 13   | 14   | 15   | 16   |
| ----- | ---- | ---- | ---- | ---- | ---- | ---- | ---- | ---- | ---- | ---- | ---- | ---- | ---- | ---- | ---- | ---- |
| AD    | 1926 | 1927 | 1928 | 1929 | 1930 | 1931 | 1932 | 1933 | 1934 | 1935 | 1936 | 1937 | 1938 | 1939 | 1940 | 1941 |
| Shōwa | 17   | 18   | 19   | 20   | 21   | 22   | 23   | 24   | 25   | 26   | 27   | 28   | 29   | 30   | 31   | 32   |
| AD    | 1942 | 1943 | 1944 | 1945 | 1946 | 1947 | 1948 | 1949 | 1950 | 1951 | 1952 | 1953 | 1954 | 1955 | 1956 | 1957 |
| Shōwa | 33   | 34   | 35   | 36   | 37   | 38   | 39   | 40   | 41   | 42   | 43   | 44   | 45   | 46   | 47   | 48   |
| AD    | 1958 | 1959 | 1960 | 1961 | 1962 | 1963 | 1964 | 1965 | 1966 | 1967 | 1968 | 1969 | 1970 | 1971 | 1972 | 1973 |
| Shōwa | 49   | 50   | 51   | 52   | 53   | 54   | 55   | 56   | 57   | 58   | 59   | 60   | 61   | 62   | 63   | 64   |
| AD    | 1974 | 1975 | 1976 | 1977 | 1978 | 1979 | 1980 | 1981 | 1982 | 1983 | 1984 | 1985 | 1986 | 1987 | 1988 | 1989 |

## Sources